# Ludwik Antoni Broński
Ludwik Antoni Broński herbu Zetynian – sędzia ziemski słonimski w latach 1765-1796, koniuszy słonimski w 1764 roku.
Poseł powiatu słonimskiego na sejm konwokacyjny 1764 roku.